# パスト ライブス/再会
『パスト ライブス/再会』（パスト ライブス さいかい、原題: Past Lives; 和訳: 「過去の人生」）は、2023年のアメリカ合衆国の恋愛映画。セリーヌ・ソンが脚本・監督を担当した。出演はグレタ・リー、ユ・テオ、ジョン・マガロ。

## キャスト
- ノラ: グレタ・リー
- ヘソン: ユ・テオ
- アーサー: ジョン・マガロ
- ノラの母: ユン・ジヘ（英語版）
- ノラの父: チェ・ウォニョン

## 受賞歴
- 2023年 全米映画批評家協会賞 作品賞[2]
- 2023年 ニューヨーク映画批評家協会賞 第一回作品賞（セリーヌ・ソン）[3]
- 2023年 LA批評家協会賞 ニュー・ジェネレーション賞（セリーヌ・ソン）[4][5]
- 2023年 インディペンデント・スピリット賞 作品賞、監督賞[6][5]
- 2023年 ボストン映画批評家協会賞 New Filmmaker賞（セリーヌ・ソン）[4]
- 2023年 ワシントンD.C.映画批評家協会賞 オリジナル脚本賞 [4]
- 2023年 シアトル映画批評家協会賞 作品賞